# Algodonit
Algodonit, Cu6As, eller Cu1-xAsx (x≈0,15)  är ett gråvitfärgat, relativt mjukt, metallglänsande mineral men blir med tiden matt. Det innehåller  till större delen koppar. Dessutom innehåller det upp till 12 % arsenik i form av en fast lösning. Whitneyit är en arsenikhaltig varietet av koppar.
Algodonit beskrevs första gången 1857 från Algodones silvergruva, Coquimbo, Chile.
Algodonit är isostrukturell med allargentum Ag1-xSbx.

## Förekomst
Algodonit förekommer bland annat i USA (Michigan), Mexiko och Chile. Algodonit uppträder mikroskopiskt i järnmangangruvan Långban.